# Первая церковь Христа (Фармингтон)
Первая церковь Христа (англ. First Church of Christ) — церковь в городе Фармингтон, Коннектикут в округе Хартфорд. Была построена в 1771 году и использовалась в качестве Дома собраний.
Высокая колокольня позволяет обозревать окрестности на несколько километров.
В 1975 году церковь вошла в список важнейших достопримечательностей США.

## История
Первая церковь Христа в Фармингтоне была основана в 1652 году. Нынешняя церковь является третьим по счёту зданием. Ей построили в 1771 году по проекту Джуды Вудраффа.
Церковь являлась частью Подземной железной дороги, тайной системы, применявшейся в США для организации побегов и переброски негров-рабов из рабовладельческих штатов Юга на Север. Она стала фигурантом знаменитого дела африканских рабов, восставших на испанском судне La Amistad. Когда африканцы, участвовавшие в восстании, были освобождены в 1841 году, они приехали в Фармингтон и находились здесь до своего возвращения в Африку. Оставаясь в Фармингтоне, они посещали эту церковь.